# توماش واتسلیک
توماش واتسلیک (چکی: Tomáš Vaclík؛ زادهٔ ۲۹ مارس ۱۹۸۹) دروازه‌بان اهل جمهوری چک است که برای باشگاه سویا و جمهوری چک بازی می‌کند.

## دوران ملی

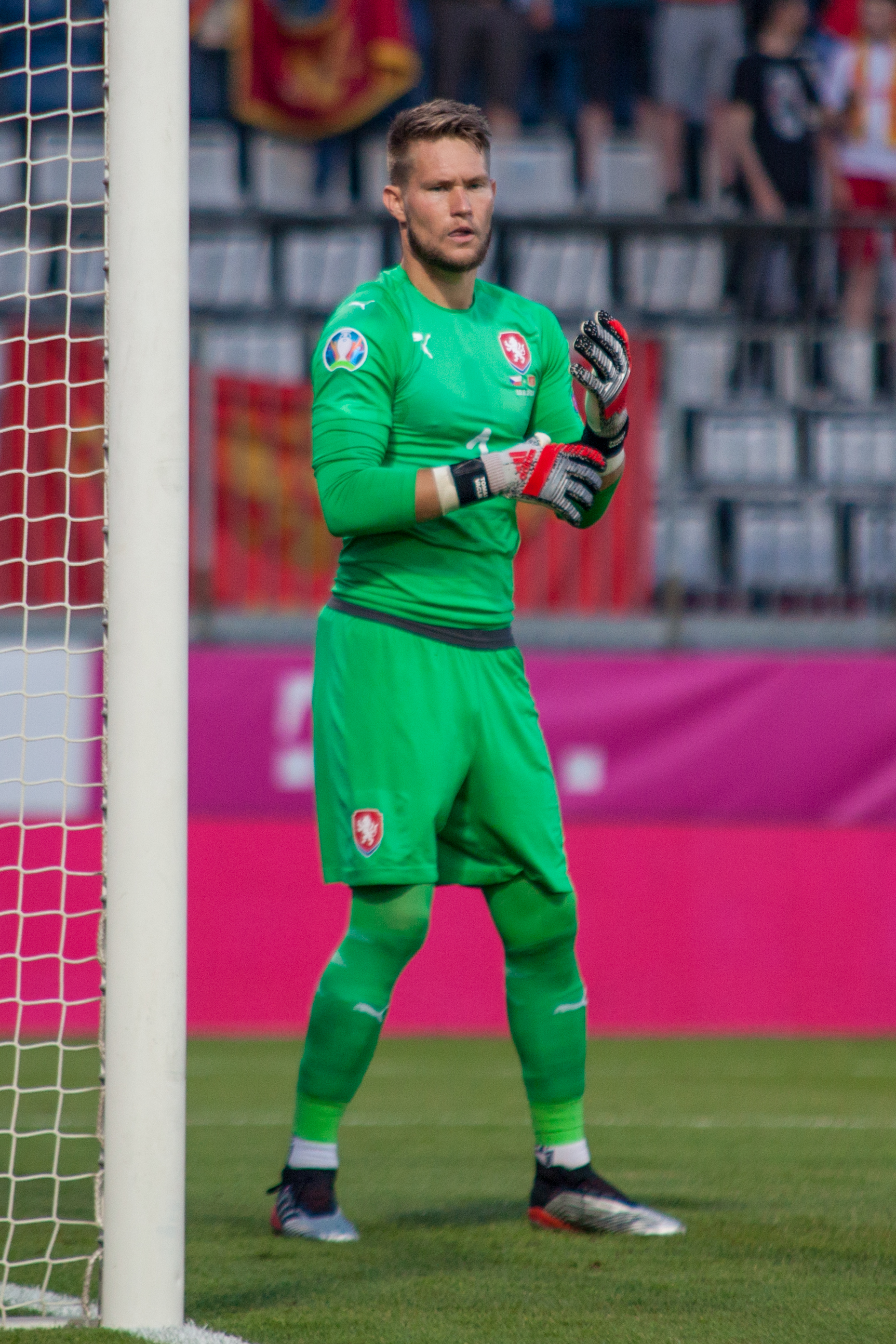
توماش واتسلیک در پیراهن تیم ملی جمهوری چک

اولین بار در سال ۲۰۱۱ برای بازی مقابل تیم‌های ملی لوکزامبورگ و تیم ملی فوتبال اسپانیا به تیم ملی فوتبال جمهوری چک دعوت شد که در هیچ‌‌یک از این دو بازی به میدان نرفت.
وی اولین بازی خود را برای تیم بزرگسالان چک در ۱ف نوامبر ۲۰۱۳ در پیروزی ۳-۰ دوستانه مقابل تیم ملی فوتبال اسلواکی انجام داد.